# 구와바라촌 (에히메현)
구와바라촌(桑原村)은 에히메현 온센군에 설치된 촌이다. 